# نوسان‌ساز آرسی
مدارهای نوسان‌ساز الکترونیکی خطی، که یک سیگنال خروجی سینوسی تولید می‌کنند، از یک تقویت‌کننده و یک عنصر انتخاب‌کننده فرکانس (یک فیلتر) تشکیل‌شده‌اند. یک مدار نوسان‌ساز خطی که از یک شبکه آرسی، ترکیبی از مقاومت‌ها و خازن‌ها، برای قسمت انتخاب‌کننده فرکانس خود استفاده می‌کند، نوسان‌ساز آرسی (به انگلیسی: RC oscillator) نامیده می‌شود.

## توضیحات
نوسان‌سازهای آرسی نوعی نوسان‌ساز بازخوردی هستند؛ آن‌ها از یک افزاره تقویت‌کننده (یک ترانزیستور، لامپ خلاء یا آپ-امپ) تشکیل شده‌اند که مقداری از انرژی خروجی آن از طریق شبکه‌ای از مقاومت‌ها و خازن‌ها، یک شبکه آرسی، به ورودی آن بازگردانده می‌شود تا بازخورد مثبت ایجاد شود و باعث تولید ولتاژ سینوسی نوسانی شود. آن‌ها برای تولید فرکانس‌های پایین‌تر، عمدتاً فرکانس‌های صوتی، در کاربردهایی مانند سیگنال ژنراتورهای صوتی و آلات موسیقی الکترونیکی استفاده می‌شوند. در فرکانس‌های رادیویی، نوع دیگری از نوسان‌ساز بازخوردی (نوسان‌ساز اِل‌سی) استفاده می‌شود، اما در فرکانس‌های کمتر از ۱۰۰ کیلوهرتز، اندازه سلف‌ها و خازن‌های مورد نیاز برای نوسان‌ساز اِل‌سی دست و پاگیر می‌شوند و به جای آن از نوسان‌سازهای آرسی استفاده می‌شود. عدم وجود سلف‌های حجیم در آنها، مجتمع‌سازی آنها را در افزاره‌های میکروالکترونیکی نیز آسان‌تر می‌کند. از آنجایی که فرکانس نوسان‌ساز توسط مقدار مقاومت‌ها و خازن‌ها تعیین می‌شود که با دما تغییر می‌کنند، نوسان‌سازهای آرسی به اندازه نوسان‌سازهای کریستالی پایداری فرکانس خوبی ندارند.
فرکانس نوسان توسط معیار بارک‌هاوزن تعیین می‌شود، که می‌گوید مدار فقط در فرکانس‌هایی نوسان می‌کند که تغییر فاز در اطراف حلقه بازخورد برابر با ۳۶۰ درجه (۲π رادیان) یا مضربی از ۳۶۰ درجه باشد و بهره حلقه (تقویت در اطراف حلقه بازخورد) برابر با یک باشد. هدف شبکه آرسی بازخوردی، ارائه تغییر فاز صحیح در فرکانس نوسان مورد نظر است تا حلقه دارای تغییر فاز ۳۶۰ درجه باشد، به طوری که موج سینوسی پس از عبور از حلقه با موج سینوسی در ابتدا هم‌فاز باشد و آن را تقویت کند و در نتیجه بازخورد مثبت ایجاد شود. تقویت‌کننده برای جبران انرژی از دست رفته هنگام عبور سیگنال از شبکه بازخورد، بهره ایجاد می‌کند تا نوسانات پایدار ایجاد شود. تا زمانی که بهره تقویت‌کننده به اندازه کافی بالا باشد که بهره کل در اطراف حلقه واحد یا بیشتر باشد، مدار به‌طور کلی نوسان خواهد کرد.
در مدارهای نوسان‌ساز آرسی که از یک افزاره تقویت‌کننده معکوس‌کننده منفرد، مانند ترانزیستور، لامپ یا آپ امپ با بازخورد اعمال شده به ورودی معکوس‌کننده، استفاده می‌کنند، تقویت‌کننده ۱۸۰ درجه از تغییر فاز را فراهم می‌کند، بنابراین شبکه آرسی باید ۱۸۰ درجه دیگر را فراهم کند. از آنجایی که هر خازن می‌تواند حداکثر ۹۰ درجه تغییر فاز را فراهم کند، نوسان‌سازهای آرسی به حداقل دو خازن تعیین‌کننده فرکانس در مدار (دو قطب) نیاز دارند و اکثر آنها سه یا بیشتر دارند، با تعداد قابل مقایسه‌ای مقاومت.
این امر تنظیم مدار برای فرکانس‌های مختلف را دشوارتر از انواع دیگر مانند نوسان‌ساز اِل‌سی می‌کند، که در آن فرکانس توسط یک مدار اِل‌سی واحد تعیین می‌شود، بنابراین فقط باید یک عنصر تغییر کند. اگرچه فرکانس را می‌توان با تنظیم یک عنصر مدار در یک محدوده کوچک تغییر داد، اما برای تنظیم یک نوسان‌ساز آرسی در یک محدوده وسیع، دو یا چند مقاومت یا خازن باید به‌طور هماهنگ تغییر کنند، که مستلزم آن است که آنها به صورت مکانیکی روی یک شَفت به‌هم متصل شوند. فرکانس نوسان متناسب با معکوس ظرفیت‌خازنی یا مقاومت است، در حالی که در یک نوسان‌ساز اِل‌سی فرکانس متناسب با معکوس جذر ظرفیت‌خازنی یا اندوکتانس است. بنابراین یک خازن متغیر معین در یک نوسان‌ساز آرسی می‌تواند محدوده فرکانسی بسیار وسیع‌تری را پوشش دهد. برای مثال، یک خازن متغیر که می‌تواند در محدوده ظرفیت ۹:۱ تغییر کند، به یک نوسان‌ساز آرسی محدوده فرکانسی ۹:۱ می‌دهد، اما در یک نوسان‌ساز اِل‌سی فقط محدوده فرکانسی ۳:۱ را ارائه می‌دهد.
چند نمونه از مدارهای نوسان‌ساز آرسی رایج در زیر فهرست شده‌اند:

یک نوسان‌ساز تغییرفاز

### نوسان‌ساز تغییرفاز (شیفت‌فاز)
در نوسان‌ساز تغییر فاز، شبکه بازخورد از سه بخش آرسی آبشاری یکسان تشکیل شده است. در ساده‌ترین طراحی، خازن‌ها و مقاومت‌ها در هر بخش مقدار یکسانی دارند. {\displaystyle \scriptstyle R\;=\;R1\;=\;R2\;=\;R3} و {\displaystyle \scriptstyle C\;=\;C1\;=\;C2\;=\;C3} سپس در فرکانس نوسان، هر بخش آرسی، ۶۰ درجه تغییر فاز ایجاد می‌کند که در مجموع ۱۸۰ درجه می‌شود. فرکانس نوسان برابر است با
{\displaystyle f={\frac {\sqrt {6}}{2\pi RC}}}
شبکه بازخورد دارای تضعیف ۱/۲۹ است، بنابراین آپ‌امپ باید بهره ۲۹ داشته باشد تا بهره حلقه برابر با یک باشد و مدار بتواند نوسان کند.

نوسان‌ساز T-دوقلو

{\displaystyle R_{\mathrm {fb} }=29\cdot R}

### نوسان‌ساز تی‌دوقلو (تویین‌تی)
یکی دیگر از طرح‌های رایج، نوسان‌ساز «تی-دوقلو» است که از دو مدار آرسی «T» که به صورت موازی کار می‌کنند، استفاده می‌کند. یکی از مدارها «T» آر-سی-آر است که به عنوان یک فیلتر پایین‌گذر عمل می‌کند. مدار دوم «T» سی-آر-سی است که به عنوان یک فیلتر بالاگذر عمل می‌کند. این مدارها با هم یک پُل تشکیل می‌دهند که در فرکانس نوسان مورد نظر تنظیم می‌شود. سیگنال در شاخه سی-آر-سی فیلتر تی-دوقلو پیشرفته و در آر-سی-آر تأخیری است، بنابراین ممکن است یکدیگر را برای فرکانس {\displaystyle f={\frac {1}{2\pi RC}}} اگر {\displaystyle x=2} خنثی کنند؛ اگر به عنوان یک بازخورد منفی به یک تقویت‌کننده متصل شود، و x>2 باشد، تقویت‌کننده به یک نوسان‌ساز تبدیل می‌شود. (نکته: {\displaystyle x=C2/C1=R1/R2} .)

### نوسان‌ساز متعامد
نوسان‌ساز متعامد از دو تقویت‌کننده عملیاتی آبشاری در یک حلقه بازخورد استفاده می‌کند، یکی با سیگنال اعمال شده به ورودی وارون‌ساز یا دو انتگرال‌گیر و یک وارونگر. مزیت این مدار این است که خروجی‌های سینوسی دو تقویت‌کننده عملیاتی ۹۰ درجه اختلاف فاز دارند (در تعامد هستند). این در برخی از مدارهای مخابراتی مفید است.
می‌توان یک نوسان‌ساز متعامد را با به توان دو رساندن خروجی‌های سینوس و کسینوس، جمع کردن آنها با هم، (اتحاد مثلثاتی فیثاغورث) و کم کردن یک ثابت، و اعمال تفاضل به یک ضرب‌کننده که بهره حلقه را در اطراف یک معکوس‌کننده تنظیم می‌کند، پایدار کرد. چنین مدارهایی پاسخ دامنه تقریباً آنی به ورودی ثابت و اعوجاج بسیار کمی دارند.

## نوسان‌سازهای با اعوجاج کم
معیار بارک‌هاوزن که در بالا ذکر شد، دامنه نوسان را تعیین نمی‌کند. یک مدار نوسان‌ساز که فقط اجزای خطی دارد، از نظر دامنه ناپایدار است. تا زمانی که بهره حلقه دقیقاً یک باشد، دامنه موج سینوسی ثابت خواهد بود، اما کوچک‌ترین افزایش در بهره، به دلیل تغییر در مقدار قطعات، باعث می‌شود دامنه به صورت نمایی و بدون محدودیت افزایش یابد. به‌طور مشابه، کوچک‌ترین کاهش باعث می‌شود موج سینوسی به صورت نمایی به صفر برسد؛ بنابراین، همه نوسان‌سازهای عملی باید یک قطعه غیرخطی در حلقه بازخورد داشته باشند تا با افزایش دامنه، بهره را کاهش دهند و منجر به عملکرد پایدار در دامنه‌ای شوند که بهره حلقه آن برابر با واحد است.
در اکثر نوسان‌سازهای معمولی، غیرخطی بودن به سادگی اشباع (برش‌زنی) تقویت‌کننده با نزدیک شدن دامنه موج سینوسی به خطوط منبع تغذیه است. نوسان‌ساز به گونه‌ای طراحی شده است که بهره حلقه سیگنال کوچک آن بزرگتر از یک باشد. بهره بالاتر به نوسان‌ساز اجازه می‌دهد تا با تقویت نمایی برخی از نویزهای همیشه موجود شروع به کار کند.
با نزدیک شدن قله‌های موج سینوسی به خطوط تغذیه، اشباع افزاره تقویت‌کننده، قله‌ها را مسطح (قطع) می‌کند و بهره را کاهش می‌دهد. به عنوان مثال، نوسان‌ساز ممکن است برای سیگنال‌های کوچک، بهره حلقه ۳ داشته باشد، اما وقتی خروجی به یکی از خطوط تغذیه می‌رسد، بهره حلقه فوراً به صفر می‌رسد. اثر خالص این است که دامنه نوسان‌ساز زمانی که بهره متوسط در یک سیکل برابر با یک باشد، تثبیت می‌شود. اگر بهره حلقه متوسط بزرگتر از یک باشد، دامنه خروجی تا زمانی که غیرخطی بودن، بهره متوسط را به یک کاهش دهد، افزایش می‌یابد. اگر بهره حلقه متوسط کمتر از یک باشد، دامنه خروجی تا زمانی که بهره متوسط برابر با یک شود، کاهش می‌یابد. غیرخطی بودنی که بهره را کاهش می‌دهد، ممکن است جزئی‌تر از راه‌اندازی در خط تغذیه باشد.
نتیجه این میانگین‌گیری بهره، مقداری اعوجاج هارمونیکی در سیگنال خروجی است. اگر بهره سیگنال کوچک فقط کمی بیشتر از یک باشد، فقط مقدار کمی فشرده‌سازی بهره مورد نیاز است، بنابراین اعوجاج هارمونیکی زیادی وجود نخواهد داشت. اگر بهره سیگنال کوچک خیلی بیشتر از یک باشد، اعوجاج قابل توجهی وجود خواهد داشت. با این حال، نوسان‌ساز باید بهره قابل توجهی بالاتر از یک داشته باشد تا به‌طور قابل اعتمادی شروع به کار کند.
بنابراین در نوسان‌سازهایی که باید موج سینوسی با اعوجاج بسیار کم تولید کنند، از سیستمی استفاده می‌شود که بهره را در طول کل چرخه تقریباً ثابت نگه می‌دارد. یک طراحی رایج از یک لامپ رشته‌ای یا یک ترمیستور در مدار بازخورد استفاده می‌کند. این نوسان‌سازها از مقاومت یک رشته تنگستن بهره می‌برند. لامپ متناسب با دمای آن افزایش می‌یابد (یک ترمیستور به روشی مشابه کار می‌کند). لامپ هم دامنه خروجی را می‌سنجد و هم بهره نوسان‌ساز را همزمان کنترل می‌کند. سطح سیگنال نوسان‌ساز، رشته را گرم می‌کند. اگر سطح خیلی بالا باشد، دمای رشته به تدریج افزایش می‌یابد، مقاومت افزایش می‌یابد و بهره حلقه کاهش می‌یابد (بنابراین سطح خروجی نوسان‌ساز کاهش می‌یابد). اگر سطح خیلی پایین باشد، لامپ خنک می‌شود و بهره را افزایش می‌دهد. نوسان‌ساز HP200A مدل ۱۹۳۹ از این فنون استفاده می‌کند. انواع نوین ممکن است از آشکارسازهای سطح بی‌واسطه و تقویت‌کننده‌های کنترل‌شده با بهره استفاده کنند.

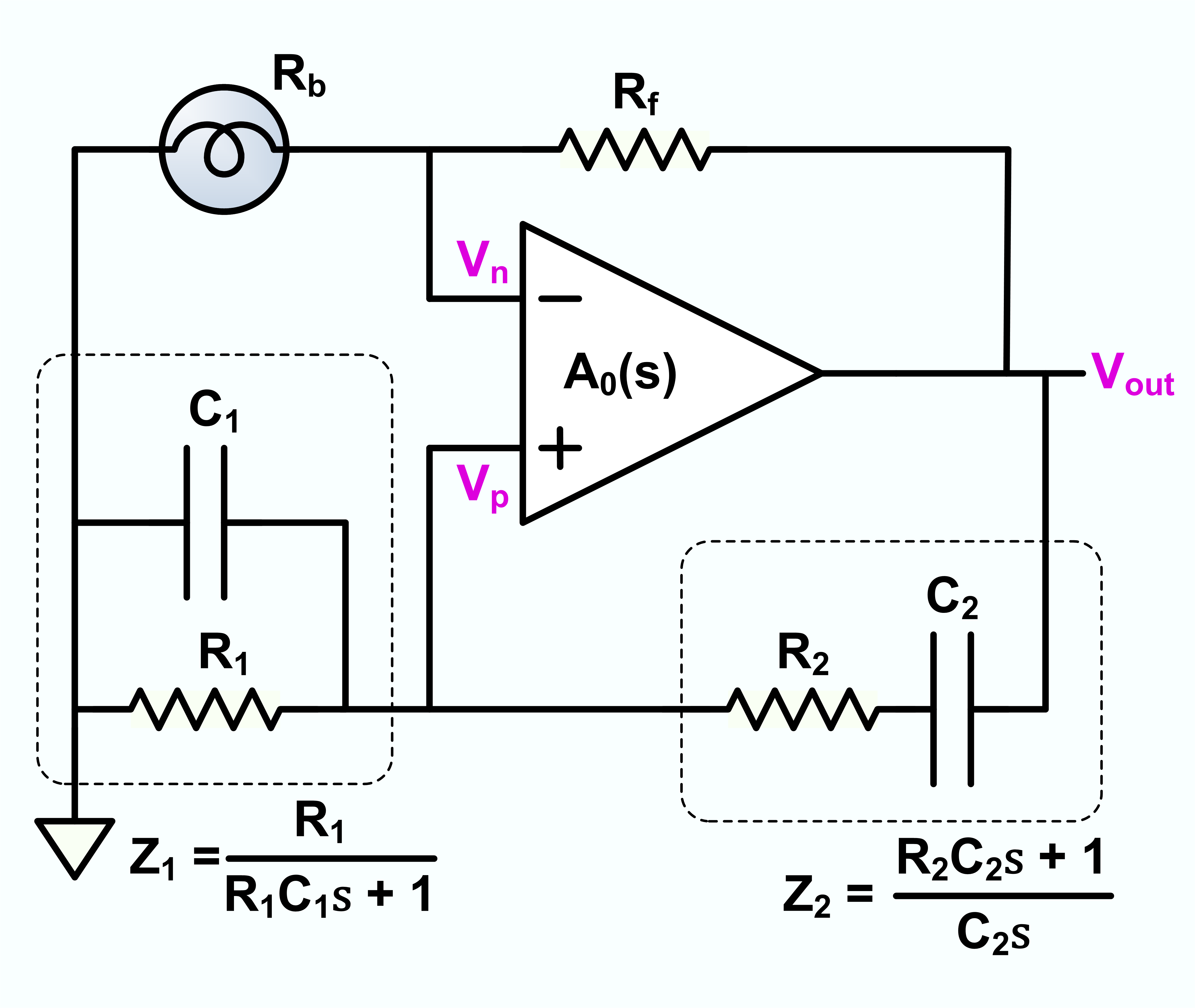
نوسان‌ساز پُل وین با کنترل خودکار بهره. R_{b} یک لامپ رشته‌ای کوچک است. معمولاً R_{1} = R_{2} = R و C_{1} = C_{2} = C. در عملکرد عادی، R_{b} خود به خود تا جایی گرم می‌شود که مقاومت آن Rf/2 می‌شود.

### نوسان‌ساز پُل وین
یکی از رایج‌ترین مدارهای با بهره-پایدارسازی‌شده، نوسان‌ساز پل وین است. در این مدار، از دو مدار آرسی استفاده می‌شود، یکی با اجزای آرسی به صورت سری و دیگری با اجزای آرسی به صورت موازی. پل وین اغلب در سیگنال ژنراتورهای صوتی استفاده می‌شود زیرا می‌توان آن را به راحتی با استفاده از یک خازن متغیر دو قسمتی یا یک پتانسیومتر متغیر دو قسمتی (که به راحتی از یک خازن متغیر مناسب برای تولید در فرکانس‌های پایین به دست می‌آید) تنظیم کرد. نوسان‌ساز صوتی HP200A نمونه اولیه، یک نوسان‌ساز پل وین است.